# Chrysocraspeda informiplaga
Chrysocraspeda informiplaga là một loài bướm đêm trong họ Geometridae.